# Thomas Thirlby
Thomas Thirlby (eller Thirleby), född omkring 1506, död den 26 augusti 1570 i London, var en engelsk prelat och diplomat.
Thirlby var fellow vid Trinity Hall i Cambridge och infördes av sin vän ärkebiskop Cranmer vid Henrik VIII:s hov och blev en av kungens kaplaner och flitigt anlitad i diplomatiska missioner till Karl V. År 1540 blev han som anhängare av den gamla tron, den förste och ende biskopen av det kortlivade Westminster stift. Han stod kvar även en tid under Edvard VI:s regering, men ersattes 1550. Han gynnades av Maria. Han deltog i domstolen över Cranmer, men förföljde ej kättarna i sitt eget stift (Ely stift). Efter Elisabets tronbestigning (1558) vägrade han avlägga supremateden, avsattes 1559 och placerades 1560 i hederligt förvar i Lambethpalatset, där han dog.